# Артес-д’Асон
Арте́с-д’Асо́н (фр. Arthez-d'Asson) — коммуна во Франции, находится в регионе Аквитания. Департамент — Атлантические Пиренеи. Входит в состав кантона Узом, Гав и Рив-дю-Не. Округ коммуны — По.
Код INSEE коммуны — 64058.

## География

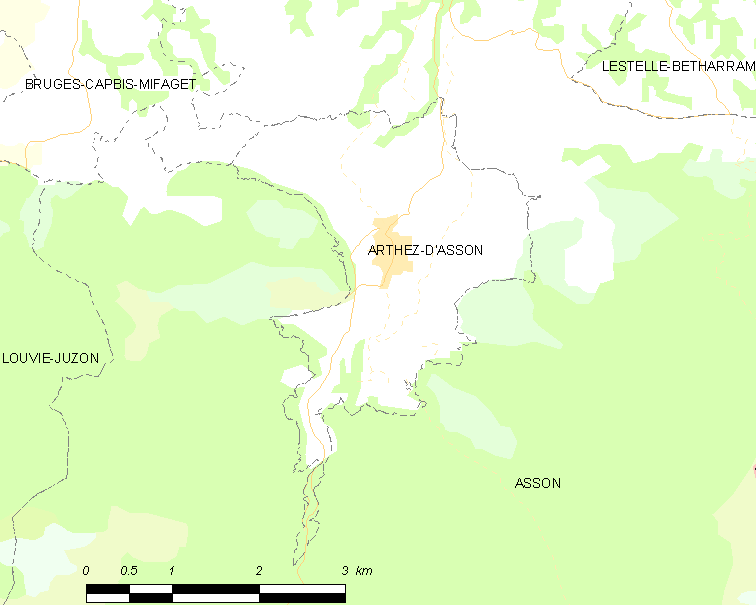
Карта коммуны

Коммуна расположена приблизительно в 680 км к югу от Парижа, в 200 км южнее Бордо, в 26 км к югу от По.
По территории коммуны протекает река Узом.

### Климат
Климат тёплый океанический. Зима мягкая, средняя температура января — от +5°С до +13°С, температуры ниже −10 °C бывают редко. Снег выпадает около 15 дней в году с ноября по апрель. Максимальная температура летом порядка 20-30 °C, выше 35 °C бывает очень редко. Количество осадков высокое, порядка 1100 мм в год. Характерна безветренная погода, сильные ветры очень редки.

## Население
Население коммуны на 2010 год составляло 501 человек.
| 1962 | 1968 | 1975 | 1982 | 1990 | 1999 | 2010 |
| ---- | ---- | ---- | ---- | ---- | ---- | ---- |
| 581  | 538  | 510  | 478  | 466  | 510  | 501  |

## Администрация
| Период | Период | Фамилия        | Партия | Примечания |
| ------ | ------ | -------------- | ------ | ---------- |
| 1983   | 1989   | Жорж Набарра   |        |            |
|        |        |                |        |            |
| 1995   | 2008   | Мишель Дуро    |        |            |
| 2008   | 2020   | Жан-Жак Лаффит |        |            |

## Экономика
В 2010 году среди 317 человек трудоспособного возраста (15-64 лет) 229 были экономически активными, 88 — неактивными (показатель активности — 72,2 %, в 1999 году было 73,2 %). Из 229 активных жителей работали 218 человек (116 мужчин и 102 женщины), безработных было 11 (1 мужчина и 10 женщин). Среди 88 неактивных 31 человек были учениками или студентами, 35 — пенсионерами, 22 были неактивными по другим причинам.

## Фотогалерея

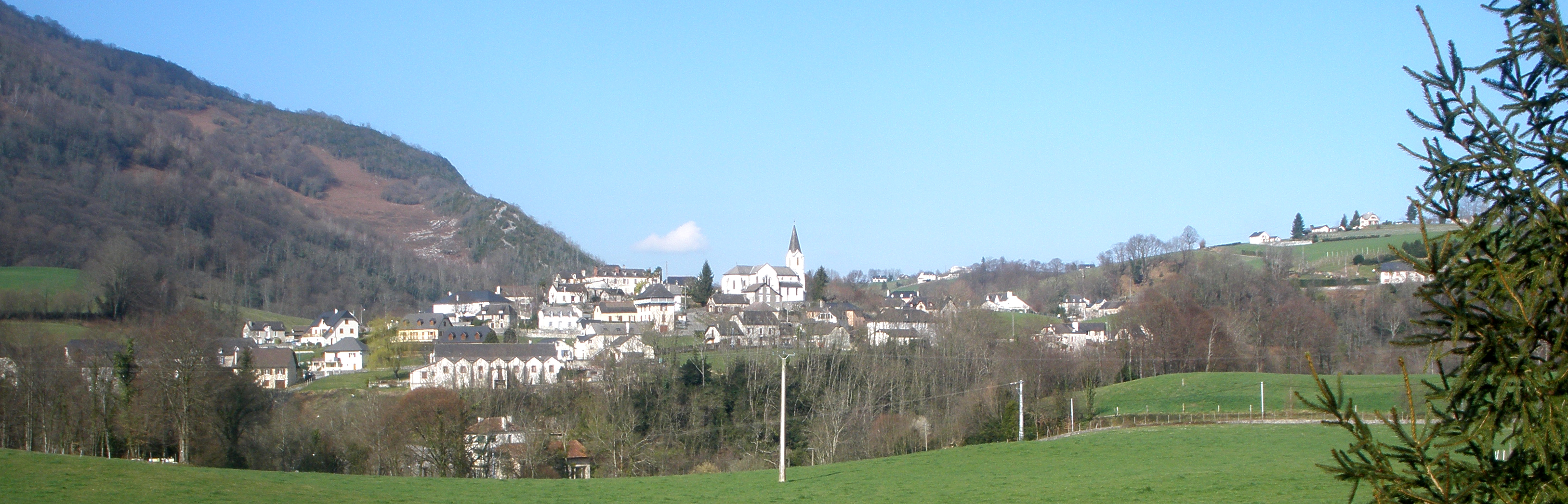
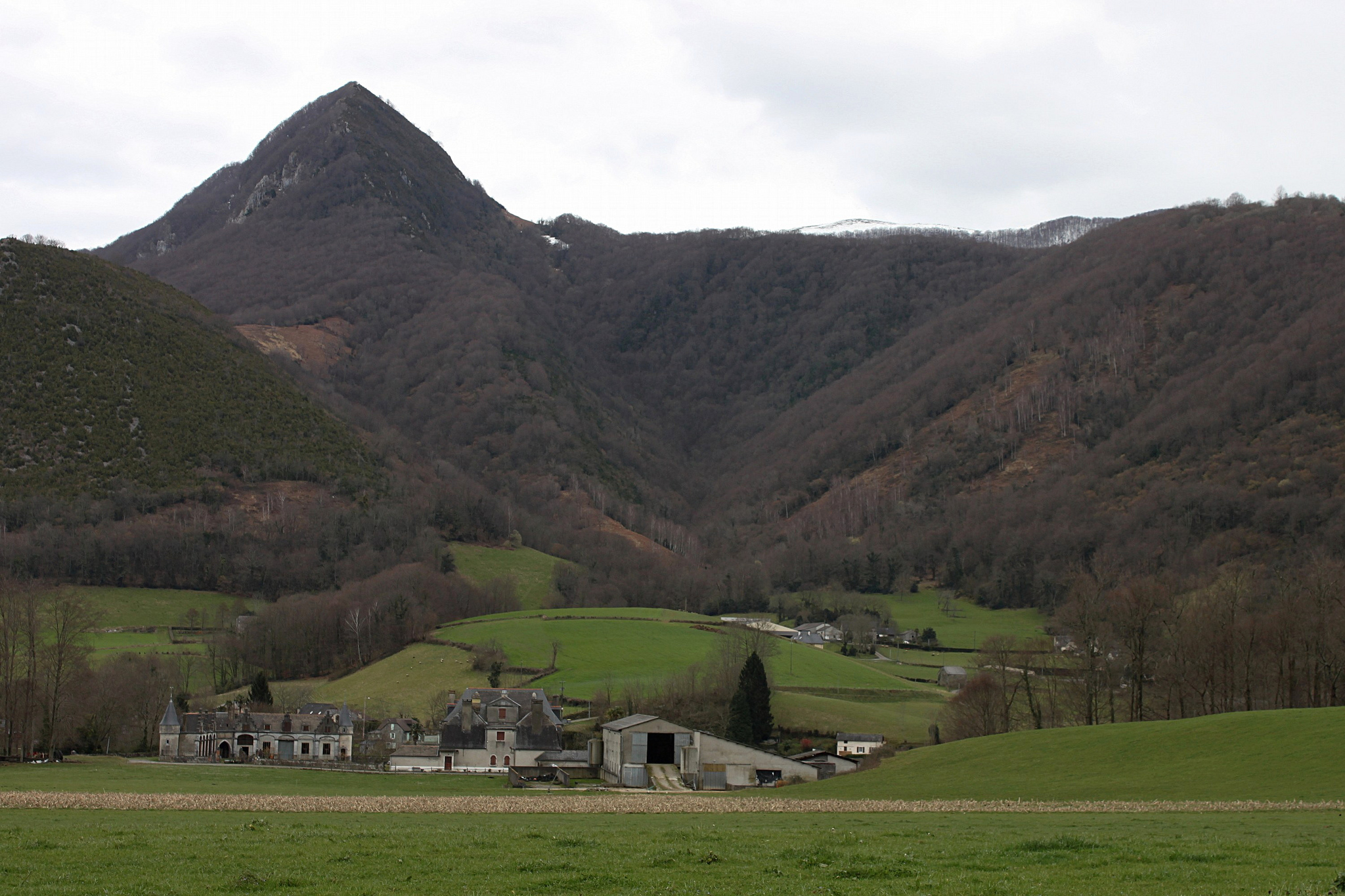
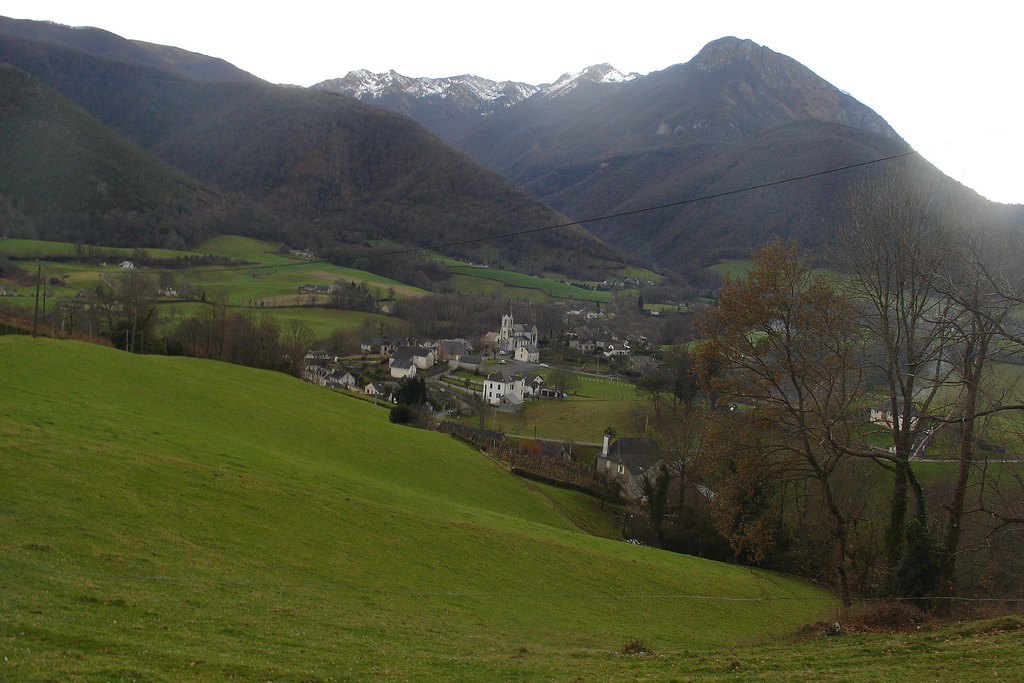

## Достопримечательности
- Церковь Св. Павла (1906 год)[4]